# Claude-Frédéric t'Serclaes de Tilly
Pour les articles homonymes, voir T'Serclaes.
Claude-Frédéric t'Serclaes de Tilly est un général des armées des Provinces-Unies, né à Bruxelles en juillet 1648 et mort à Maastricht le 10 avril 1723.

## Biographie
Claude-Frédéric t'Serclaes van Tilly est le fils de Jean Werner, comte de t'Serclaes-Tilly, sénéchal héréditaire du comté de Namur, chambellan de l'Empereur, et de Marie Françoise de Montmorency (fille du 1er prince de Robech). Frère d'Alberto Octavio t'Serclaes de Tilly, il épouse Anne Antoinette von Aspremont-Lynden (sœur de Ferdinand Gobert d'Aspremont Lynden). 
Tilly a d'abord servi avec ses frères dans l'armée de la France. Il a ensuite rejoint l'Espagne, puis, il a offert ses services aux États généraux des Pays-Bas en 1672.
Tilly a été successivement impliqué dans la guerre de Hollande (1672-1678), la guerre de Neuf Ans (1688-1697) et la guerre de Succession d'Espagne (1701-1714). En 1673, il a été blessé lors du siège de Maastricht et un an plus tard à la bataille de Seneffe. En 1675, il prit part à la conquête de Binche. En 1676, il a aidé le stathouder Guillaume III d'Orange-Nassau dans son attaque manquée contre Maastricht. En 1677, il a combattu dans la bataille de Cassel en 1678 à la bataille de Saint-Denis.
Le 24 septembre 1682, il épouse la comtesse Anna Antoinette d'Aspremont Lynden (1655-1743).
Tilly est nommé par l'empereur Léopold Ier du Saint-Empire Feldmarschall-Leutnant en 1701 et commandant des troupes de l'État des Provinces-Unies (nl) en 1708. À ce titre, il a conduit en septembre 1709 les troupes des Provinces-Unies lors de la bataille de Malplaquet, dont il est sorti victorieux avec le prince de Savoie et le duc de Malborough.
Après le traité d'Utrecht (1713), il s'installa à Maastricht, où son hôtel particulier fut construit en 1714.
En 1718, le Conseil d'État le nomme gouverneur de Maastricht (1718-1723), succédant ainsi au Daniël van Dopff (nl).
Tilly mourut en 1723 et fut enterré dans l'église Saint-Servais à Maastricht.

## Sources
- « t'Serclaes de Tilly (Claude-Frédéric) », in Biographie nationale de Belgique, Académie royale de Belgique
- Minis, S., « De terugkeer van de gouverneurs. De Gouverneursportretten uit het Jachtslot Fasanerie te Fulda ». Maastricht, 1998
- Ubachs, P., en I. Evers, « Historische Encyclopedie Maastricht ». Zutphen, 2005